# Samtgemeinde Oldendorf
La Samtgemeinde Oldendorf era una comunità amministrativa (Samtgemeinde) della Bassa Sassonia, in Germania.

## Storia
Il 1º gennaio 2014 la Samtgemeinde Oldendorf venne fusa con la Samtgemeinde Himmelpforten, formando la Samtgemeinde Oldendorf-Himmelpforten.

## Suddivisione
Al momento dello scioglimento, la Samtgemeinde Oldendorf comprendeva 5 comuni:
- Burweg
- Estorf
- Heinbockel
- Kranenburg
- Oldendorf